# Bebe Melkor-Kadior
 (septembre 2024).
Binta Rosadore Diallo-Dieng, précédemment connue sous les pseudonymes de Bertoulle Beaurebec puis Bebe Melkor-Kadior, est une performeuse, écrivaine, ancienne actrice et travailleuse du sexe française née vers 1996.
Affirmant avoir connu « plusieurs éveils spirituels », elle se présente par la suite comme « Coach Intuitive, Femme-médecine quantique et prêtresse » du Temple de la Rose Dorée.

## Biographie
Bonne élève au lycée, elle s'inscrit en licence d'histoire de l'art à la Sorbonne, mais s'y ennuie et répond à l'annonce d'un théâtre érotique de Paris pour se dénuder en public. Elle y reste deux ans pour financer des études au cours Florent en section comédie musicale, dont elle finit aussi par se lasser. Elle s'initie à des performances comme cracheuse de feu et autres performances scéniques et se produit d'abord sur scène à Londres.
Sous le pseudonyme de Bertoulle Beaurebec, puis de Bebe Melkor-Kadior, elle revendique le choix de travailler dans le domaine du sexe d'abord à Paris, puis en Suisse (où la prostitution est légale) où elle devient escort-girl et sugar baby. Elle tourne des films pornographiques pour Jacquie et Michel puis des productions mainstream comme Dorcel, voire de mauvaise réputation comme French Bukkake, puis s'oriente exclusivement des productions féministes : « Après cinq, six tournages, j’ai eu le sentiment d’avoir fait le tour. Aujourd’hui, je ne tourne plus que dans des pornos éthiques, queer et féministes ».
Ancienne actrice, ancienne travailleuse du sexe, elle est aussi dominatrice BDSM, performeuse, avaleuse de sabres, cracheuse de feu et actrice de théâtre,. Revendiquant d'être une « une salope heureuse, une pute cultivée et réfléchie », elle veut se réappropriée le qualificatif de salope car « c'est aussi une manière de les vider de leur substance ». Faute de disposer du témoignage d'une travailleuse du sexe noire féministe, elle écrit son Balance ton corps.
Se revendiquant alors afroféministe, elle publie en 2021 l'essai Balance ton corps dans lequel elle se revendique « salope » et critique la pénalisation des travailleuses et travailleurs du sexe,. Déjà en 2019, elle participait à une manifestation de es travailleuses et travailleurs du sexe contre la proposition de loi contre la haine sur internet de la députée Laetitia Avia dont ils craignaient qu'elle aggrave leur précarité. Lors de ce rassemblement, elle se coud la bouche avec du matériel de suture pour dénoncer ces violences : « C'est un geste de protestation contre le fait qu'on soit réduit au silence. C'est douloureux, mais beaucoup moins que le stigmate quotidien. On est considéré comme des sous-citoyens et on ne se sent pas en sécurité dans notre travail ».
Elle s'oppose au mouvement abolitionniste de la prostitution. « Il me semble que c’est l’objectif du féminisme. En tout cas, celui auquel j’adhère est pro-choix: par conséquent il n’a aucun critère moral pudibond postchrétien pour considérer une personne sexisée comme étant défendable ou non. Qu’iel décide d’exercer son droit à obtenir une IVG, qu’iel porte le voile ou qu’iel soit travailleuse du sexe. ». En 2020, elle explique que selon elle, « le féminisme universaliste c’est un faux féminisme qui cherche à remplacer des dogmes patriarcaux par des dogmes matriarcaux complètement biaisés et ridicules, et qui n’est pas du tout inclusif. Elles vont être contre des manières de vivre parce que ce ne sont pas les leurs, par exemple contre le voile ou contre le travail du sexe, et dire aux femmes ce qu’elles sont censées faire en étant soi-même une femme oppressée, c’est juste ridicule. On ne peut pas prétendre vouloir libérer les femmes si on ne les inclut pas toutes ! ».
En 2021 et 2022, elle joue dans Carte noire nommée désir, une pièce de théâtre de Rébecca Chaillon qui dénonce l’exotisation et l’hypersexualisation souvent imposées aux corps féminins. Elle se produit aussi dans diverses performances.

## À partir de 2023: rejet du féminisme et de la communauté queer
L'année 2023 marque un tournant radical dans la carrière de Binta Rosadore Diallo-Dieng, qui renie ses engagements féministes, antiracistes et queer.
Le 1er février 2023, sous le nom de Binta Rosadore, elle déclare sur son compte Instagram avoir arrêté le travail du sexe, affirmant que cette activité était incompatible avec sa nouvelle "mission de vie", celle d'être un "canal spirituel", chargée de "soigner des traumas, des blessures", tout en étant en "communication directe avec des êtres inter-multidimensionnels et angéliques". Sur son site internet, elle précise travailler "en communication directe avec les Archanges Uriel et Raphaël, les Enseignants Ascensionnés Marie de Magdala, Jeshua et Rumi, le Haut Conseil d’Orion, le Conseil de Lumière d’Andromède et le Conseil de Lumière d’Arcturus".
Toujours sur Instagram, elle déclare le 4 février 2023 ne plus être féministe et n'en avoir "rien à foutre de l'entrée de l'IVG dans la constitution". Rejetant la communauté queer auquel elle a pourtant longtemps appartenu, elle parle le 4 mars d'un "Queeristan, royaume de l'illusion de séparation". Elle affirme que "l'identité queer est une identité traumatique" : "c'est une communauté de personnes blessées qui refusent de se soigner. [...] C'est basé sur de la souffrance." Elle qualifie les membres de la communauté queer de "triggers sur pattes".
Le 6 avril de la même année, elle annonce vouloir "un mâle alpha" et ne plus vouloir d'hommes "androgynes, féminins, tous doux, qui s'évanouissent à l'idée de faire un feu" : "Je ne suis plus intéressée par les dandys fragiles, les mecs androgynes paumés et les "alliés" féministes bêta mâles qui s'excusent d'exister." Elle condamne ce qu'elle qualifie de "délire féministe auquel [elle] a souscrit de on peut faire comme les hommes, je veux une carrière comme un homme". Le 18 avril, elle déclare enfin "Les hommes ne peuvent pas être enceints. Les femmes ont un vagin. Les hommes ont un pénis." 

## Vie privée
Jusqu'en 2022, elle se définit comme pansexuelle, lesbienne et queer. Issue d'une famille d'origine sénégalaise, née dans les Yvelines, elle vit par la suite à Bondy, puis à Saint-Denis.
Lectrice assidue de l'écrivain J. R. R. Tolkien, son nom de scène évoque Melkor une divinité du Silmarillion, alors que Kadior est une référence à l'histoire du Sénégal. Elle est fan de musique metal.
Son ancien nom de scène Bertoulle Beaurebec est une allusion féminisée au personnage de Bertoul Beaurebec dans le cycle de romans de jeunesse Le Grimoire au rubis. Elle crée une marque de lingerie, vêtements et accessoires Maison Beaurebec.

## Théâtre
- 2020 : Carte noire nommée désir de Rébecca Chaillon[12].
- 2022 : Une patte retombe toujours sur ces chattes, performance écrite par Rébecca Chaillon[20].

## Essais
- Balance ton corps : Manifeste pour le droit des femmes à disposer de leur corps, La Musardine, 1er octobre 2021, 171 p. (ISBN 978-2-38198-021-8 et 978-2364905375).
- Les Morts d'une Aspirante, Kindle Edition (autoédition), 24 mai 2023, 199 p. (ASIN B0C6BLMYHG)